# جزیره فوروگلم
جزیره فوروگلم (روسی: Остров Фуругельма) یک جزیره در سرزمین پریمورسکی کشور روسیه است.